# Old Beach
Old Beach är en del av en befolkad plats i Australien. Den ligger i kommunen Brighton och delstaten Tasmanien, i den sydöstra delen av landet, omkring 12 kilometer norr om delstatshuvudstaden Hobart. Antalet invånare är 2 447.
Runt Old Beach är det ganska tätbefolkat, med 129 invånare per kvadratkilometer.. Närmaste större samhälle är Hobart, omkring 12 kilometer sydost om Old Beach. 
Runt Old Beach är det i huvudsak tätbebyggt. Genomsnittlig årsnederbörd är 697 millimeter. Den regnigaste månaden är juli, med i genomsnitt 78 mm nederbörd, och den torraste är februari, med 41 mm nederbörd.